# Parque nacional de Mae Yom
El Parque nacional de Mae Yom (en tailandés: อุทยานแห่งชาติแม่ยม) es un área protegida del norte de Tailandia, en las provincias de Phrae y Lampang. Tiene una extensión de 454,75 kilómetros cuadrados. Fue declarado parque nacional el 1.º de marzo de 1986, como parque n.º 51 del país.
Este segundo parque nacional de Phrae es el hogar de un gran bosque de teca. Un accidentado paisaje de montaña domina tanto el lado occidental como el oriental del parque. Su jungla húmeda alimenta muchas corrientes que son tributarias del río Yom.